# Lidtjärnet (Köla socken, Värmland)
Lidtjärnet är en sjö i Eda kommun i Värmland och ingår i Göta älvs huvudavrinningsområde. Sjöns area är 0,009 kvadratkilometer och den är belägen 202 meter över havet.